# بولين مارتن
بولين مارتن هي ممثلة كندية، ولدت في 19 أبريل 1952 في Trois-Pistoles ‏ في كندا.

## وصلات خارجية
- بولين مارتن على موقع IMDb (الإنجليزية)
- بولين مارتن على موقع ألو سيني (الفرنسية)
- بولين مارتن على موقع أول موفي (الإنجليزية)
- بولين مارتن على موقع قاعدة بيانات الفيلم (الإنجليزية)
- بولين مارتن على موقع كينوبويسك (الروسية)